# Стил и наслада (албум)
Продуцент: Пайнер мюзик
Музикален продуцент: Георги Янев
Гост музиканти: Оркестър Орфей, Георги Янев – цигулка, Орлин Памуков – кларинет, Тончо Тонев – акордеон и клавир, Владимир Петков – клавир, Костадин Костов – ударни, Пепа Янева – вокали, Женя Георгиева – вокали, Цветелина Янева – вокали 

## Песни
| Песен                                                       | Музика         | Аранжимент  | Текст            |
| ----------------------------------------------------------- | -------------- | ----------- | ---------------- |
| Свиленградско хоро – китка (с участието на Цветелина Янева) | народен        | Георги Янев | народен          |
| Цигански валс                                               | Георги Янев    | Георги Янев | -                |
| Кажи му, мамо, на тати                                      | Женя Георгиева | Георги Янев | народен          |
| Криво хоро                                                  | Георги Янев    | Георги Янев | -                |
| Старата ти снимка (с участието на Цветелина Янева)          | народен        | Георги Янев | народен          |
| Играещо сърце                                               | Георги Янев    | Георги Янев | -                |
| Рада на мама думаше (с участието на Цветелина Янева)        | Пепа Янева     | Георги Янев | Костадин Помаков |
| Ориенталски танц                                            | Георги Янев    | Георги Янев | -                |
| Знам, ще дойдеш ти (с участието на Цветелина Янева)         | Пепа Янева     | Георги Янев | Пепа Янева       |
| Мама е Радка родила                                         | народен        | Георги Янев | народен          |
| Малко повече на запад                                       | Георги Янев    | Георги Янев | -                |
| Момне ле, Мари хубава (с участието на Цветелина Янева)      | Пепа Янева     | Георги Янев | Пепа Янева       |
| Тракийска ръченица                                          | Георги Янев    | Георги Янев | -                |